# Usambara-Klee
Der Usambara-Klee (Trifolium usambarense) ist eine Pflanzenart aus der Gattung Klee (Trifolium) innerhalb der Familie der Hülsenfrüchtler (Fabaceae).

## Beschreibung

### Vegetative Merkmale
Der Usambara-Klee ist eine einjährige oder ausdauernde, krautige Pflanze, die Wuchshöhen von 2 bis 10 Zentimeter erreicht. Der aufrechte oder aufsteigende Stängel ist im unteren Teil kahl, im oberen behaart. Sie ist weit verzweigend und bildet manchmal Stolonen aus.
Die wechselständig angeordneten Laubblätter sind in Blattstiel und -spreite gegliedert. Der ganz kurze Blattstiele ist auf seiner ganzen Länge mit den Nebenblättern verwachsen. Die Blattspreite ist dreizählig unpaariggefiedert. Die einzelnen Fiederblättchen sind bei einer Länge von 0,6 bis 2,2 Zentimetern sowie einer Breite von 0,3 bis 0,7 Zentimetern länglich, elliptisch oder verkehrt-lanzettlich mit gerundetem oder gekerbtem oberen Ende und zu ihrer Basis hin schmaler werdend. Der Blattrand ist durchgehend spitz gezähnelt. Die Nebenblätter sind bei einer Länge von etwa 10 Millimetern länglich und der freie Teil ist kürzer als der verwachsene; er ist dreieckig bis lanzettlich mit scharfer Spitze.

### Generative Merkmale
Auf 3 bis 6 Zentimeter langen, behaarten Blütenstandsschäften in den Blattachseln oder endständig befinden sich die Blütenstände. Die Blütenstände sind bei einer Länge von 0,9 bis 1,8 Zentimetern sowie einer Breite von 0,7 bis etwa 1 Zentimeter länglich-eiförmig oder ellipsoid.
Die zwittrige Blüte ist zygomorph und fünfzählig mit doppelter Blütenhülle. Der behaarte Kelch ist 4 bis 6 Millimeter lang und im unteren Teil röhrenförmig und zehn- oder elfnervig. Die Kelchzähne sind ungleich und länger als die Kelchröhre und sind sichelförmig und biegen sich zur Fruchtreife zurück. Die rosafarbenen oder selten weißen Kronblätter sind 0,4 bis 0,7 Zentimeter lang. Sie ist. Die Fahne ist breit-elliptisch.
Die kahlen, häutchenartigen mit deutlichen Nähten Hülsenfrüchte sind bei einer Länge von 2 bis 3 Millimetern eiförmig oder ellipsoid und enthalten nur zwei Samen. Die matten und braunen Samen sind bei Durchmessern von 1,6 bis 2 Millimetern kugelig.
Die Chromosomenzahl beträgt 2n = 16.

## Vorkommen
Das Verbreitungsgebiet des Usambara-Klees liegt in Afrika, es umfasst Südäthiopien, Kenia, Uganda, Tansania, Malawi, Bioko, Kamerun, den östlichen Kongo, Ruanda, Burundi, Sambia und Nigeria. Neophytische Vorkommen finden sich in Südafrika und Simbabwe.
Usambara-Klee wächst an feuchten Standorten in Savannen, an Flüssen und an der Küste des Victoria-Sees.

## Systematik
Die gültige Erstbeschreibung von Trifolium usambarense erfolgte 1895 durch Paul Hermann Wilhelm Taubert in A. Engler: Die Pflanzenwelt Ostafrikas C 208. In der früheren Publikation in Abhandlungen der Koniglichen Akademie der Wissenschaften in Berlin, Jahrgang 1894, Seite 59 ist nur der Name veröffentlicht worden.
Die Art Trifolium usambarense gehört zur Untersektion Ochreata der Sektion Lotoidea aus der Gattung Trifolium in der Unterfamilie Faboideae innerhalb der Familie Fabaceae.